# Sortes
Les sortes (en llatí: sortes, en singular sors) eren un sistema d'endevinació freqüent entre els antics romans. Havia existit també a Grècia, però allà van adquirir més importància els oracles i la inspiració a través dels somnis. El mètode consistia en una mena de loteria (sortes, també 'sorteig'), amb la que es podia conèixer l'auspici, i saber el que passaria en el futur. Aquest mètode s'usava en molts temples romans antics per saber la voluntat dels déus, com ara a Praeneste a Falerii i a Caere.
Les sortes eren petites tauletes fetes de fusta o d'altres materials, que habitualment es posaven en un pot o sitra o en una capsa plena d'aigua d'on s'extreien per sorteig. De vegades es llençaven sobre una superfície plana com si fossin daus. El nom de sortes s'aplicava de fet a qualsevol sistema que s'utilitzés per endevinar el futur, i també es donava a les respostes verbals d'un oracle.
A les tauletes s'escrivien diverses paraules, segons les circumstàncies, com ara els noms de les persones que les utilitzaven. Sembla que en temps posteriors va ser una pràctica freqüent escriure versos de poetes il·lustres i extreure'ls després de l'urna juntament amb altres tauletes, suposant que els versos així obtinguts eren adequats per donar la resposta a una persona o un situació determinada. Es coneixen les Sortes Homericae, i les Sortes Vergilianae, que fan referència als versos d'Homer i Virgili que s'usaven.
De la mateixa manera que els antics utilitzaven Homer o Virgili, i els musulmans actuals utilitzen l'Alcorà, els cristians també feien servir la Bíblia i el Saltiri, obrint-los a l'atzar, i agafant la primera línia que cridava l'atenció del consultant com a anunci d'esdeveniments futurs.
Les Sortes Conviviales eren unes tauletes segellades, que es venien als espectacles públics i quan s'obrien atorgaven al comprador coses de valor molt desigual. Eren també una mena de loteria.